# Bengt Nilsson Schack
Bengt Nilsson Schack av Skylvalla, (även Bengt Murmästare (1540) eller Bengt Skrivare (1548) död 1565, var en svensk riddare, häradshövding, ståthållare och fogde.
Bengt Nilsson  bodde 1553 på Utö med sina bröder men flyttade redan följande år till Arnöberg i samma härad.
Han var underhäradshövding i Bro härad (Uppland) 1550 och blev häradshövding där 1552, tillika häradshövding i Selebo härad (Södermanland) 1551–1565, samt i Österrekarne härad (Södermanland) 1559 och vidare, fogde på Ekolsund 1549–1553, i Åker och Selebo 1554–1563. Ståthållare i Östergötland 1564.
Gift 1557 med Ingegärd Nilsdotter (Schack av Hornby), dotter till Nils Larsson (Schack av Hornby) och hans hustru Ingeborg Hansdotter (Ekeblad).